# Volmershoven-Heidgen
Volmershoven-Heidgen ist ein Ortsteil von Witterschlick in der Gemeinde Alfter im nordrhein-westfälischen Rhein-Sieg-Kreis. Der Ort liegt im südlichsten Teil der Gemeinde.

## Geographische Lage
Volmershoven-Heidgen liegt in unmittelbarer Nähe der Stadt Bonn am südöstlichen Rand der Villehöhe zwischen den Dörfern Witterschlick und Buschhoven und dem Stadtbezirk Bonn-Hardtberg am Rheinzufluss Hardtbach.
Heidgen liegt oberhalb von Volmershoven am Rande des Naturschutzgebietes Kottenforst und dem Vorgebirge. Oberhalb der Dörfer lagen einst die Allmenden (Teil der Gemeindeflur), die wegen des weniger fruchtbaren Bodens mit dem Wort Heide bezeichnet wurden. Hier haben sich im Laufe der Zeit neue Siedlungskerne herausgebildet und so wurde aus der Heide oberhalb Volmershovens die Ortsbezeichnung Heidgen (gesprochen: Heidchen).

## Geschichte
In einer Kölner Pachturkunde wird Volmershoven erstmals 1359 urkundlich erwähnt, der Weiler „Auf der Heyden“ erst 1652. Doch Bodenfunde und Flurnamen lassen darauf schließen, dass die Gegend ebenso wie Witterschlick bereits zur Römerzeit besiedelt war. Der Doppelort ist ein Teil der Ortschaft Witterschlick, die seit der Gebietsreform im Jahr 1969 mit den Ortschaften Alfter, Gielsdorf, Oedekoven und Impekoven die Gemeinde Alfter bildet.
Die Entdeckung des hochwertigen Blautons in Volmershoven 1880 löste in der vormals land- und forstwirtschaftlich geprägten Region einen industriellen Aufschwung aus. Der ebbte später zwar wieder ab, doch viele Menschen fanden im Doppelort ein neues Zuhause. Anfang 1880 zählte Volmershoven-Heidgen rund 400 Bewohner. Heute leben dort etwa 1300 Menschen. Inzwischen gibt es in Volmershoven mit der „Grube Emma“ nur noch einen Tonabbaubetrieb. Ein weiterer bedeutender Wirtschaftsfaktor ist seit 1969 der Quarzabbau im Westen von Volmershoven.

### Name
Der Name Volmershoven ist ein fränkischer Ortsname (ca. 8. bis 11. Jahrhundert). Im Bonner Raum lassen sich etwa 60 Siedlungsnamen mit den Endsilben -hoven  bzw. -koven nachweisen. Volmershoven steht für Volkmareshoven (= Hof des Folkmar oder Volkmar).

## Kultur
Das kulturelle Leben in Volmershoven spiegelt sich in den vielen Ortsvereinen wider. So finden sich ein Sportverein (SC Volmershoven-Heidgen), ein Tennisclub (TC am Hardtbach), ein Gesangsverein (Chorgemeinschaft Eintracht Volmershoven-Heidgen von 1897 e. V.), ein Junggesellenverein, ein Kirchenchor, eine katholische Jugendgruppe, ein Kinder- und Jugendsingkreis sowie ein Karnevalsverein („Herzblättchen“). Außerdem veranstaltet das Dorf einen eigenen Karnevalsumzug und stellt ein eigenes Prinzenpaar. Des Weiteren werden eine Kirmes, ein Maifest mit Aufstellen des Maibaumes durch den Junggesellenverein und alle zwei Jahre ein Dorffest veranstaltet.
Alljährlich (Juli/August) findet in Volmershoven im Simonshof der Familie Six eine öffentliche Kulturveranstaltung des Kulturkreises Alfter statt. Ankündigung in der örtlichen Presse und auf Plakaten.

## Wirtschaft und Infrastruktur
Volmershoven-Heidgen ist durch seinen noch ländlichen Charakter auf der einen und seiner unmittelbaren Nähe zu der Stadt Bonn auf der anderen Seite ein gefragter Wohnort.

### Öffentliche Einrichtungen
In dem Dorf befinden sich eine Tankstelle, eine katholische Kirche, zwei Kindergärten (ein Gemeinde- und ein privater Waldorfkindergarten), eine Sporthalle und ein Fußballplatz sowie diverse Vereine. Bis in die 1990er Jahre hatte Volmershoven auch eine eigene Schule. Das Schulgebäude wurde seit der Schließung des Schulbetriebs bis zum Herbst 2006 als Wohnheim für Asylbewerber genutzt. Im Jahr 2013 wurde das Gebäude abgerissen, nachdem es einige Jahre leer stand.

### Verkehr

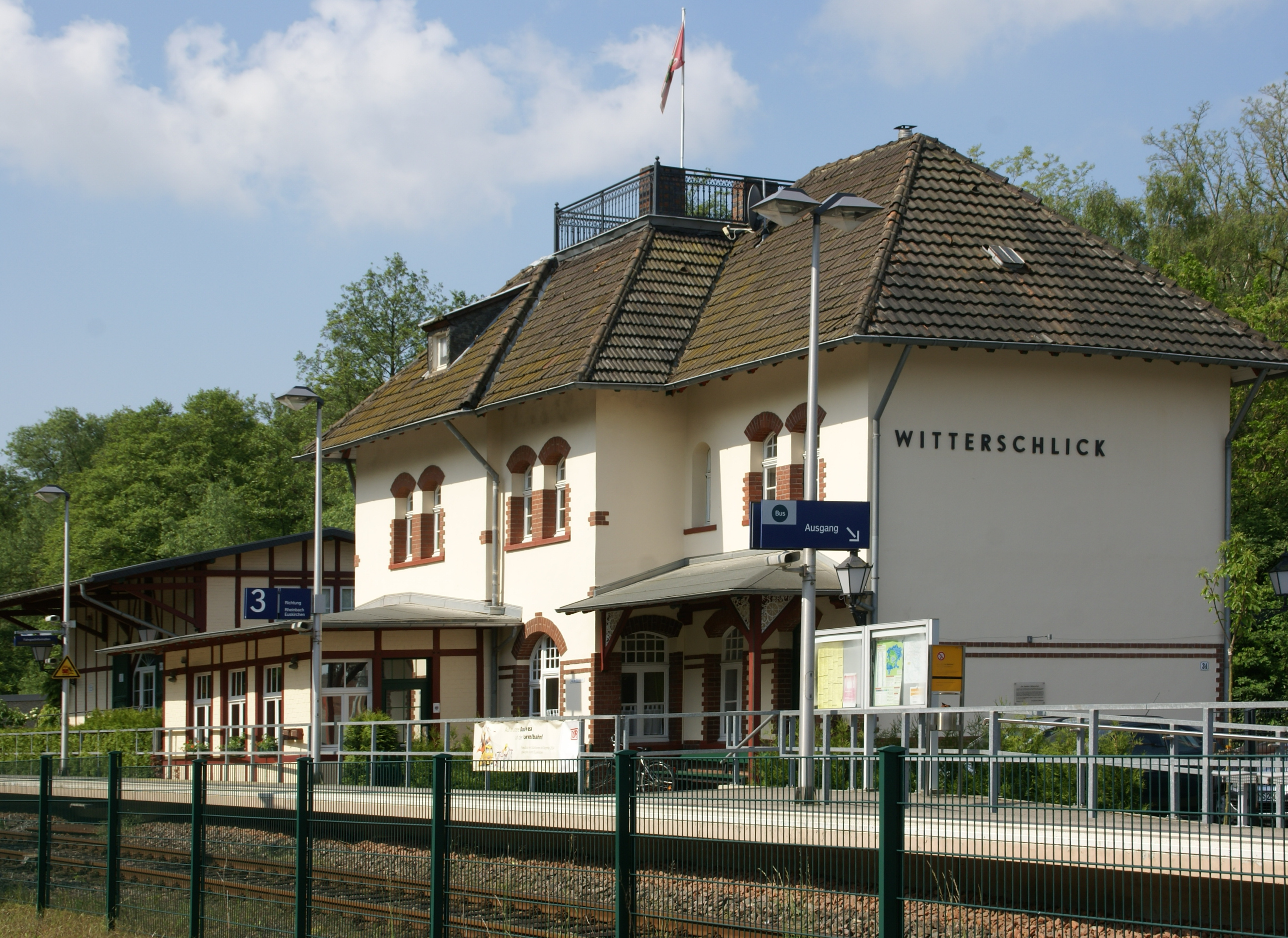
Bahnhof Witterschlick

Volmershoven-Heidgen ist über die Landesstraße 113, die in Richtung Norden auf die Bundesstraße 56 und in Richtung Süden nach Rheinbach und Meckenheim (Rheinland) führt, an das Straßennetz angeschlossen. Der Ort verfügt außerdem über zwei Buslinien und in unmittelbarer Nähe (Witterschlick) befindet sich ein Bahnhof der Voreifelbahn (KBS 475 bzw. S 23). Es bestehen gute Verbindungen in die Städte Bonn, Euskirchen, Rheinbach und ihre Vororte.